# Korita (Bosansko Grahovo)
Korita es un pueblo ubicado en el municipio de Bosansko Grahovo, en el cantón 10, Bosnia y Herzegovina.

## Superficie
Posee una superficie de 11,24 kilómetros cuadrados.

## Demografía
Hasta 2013 la población era de 22 habitantes, con una densidad de población de 2,0 habitantes por kilómetro cuadrado.